# Amphicorina triangulata
Amphicorina triangulata är en ringmaskart som beskrevs av López och Tena 1999. Amphicorina triangulata ingår i släktet Amphicorina och familjen Sabellidae. Inga underarter finns listade i Catalogue of Life.